# Hillevi
 (février 2021).

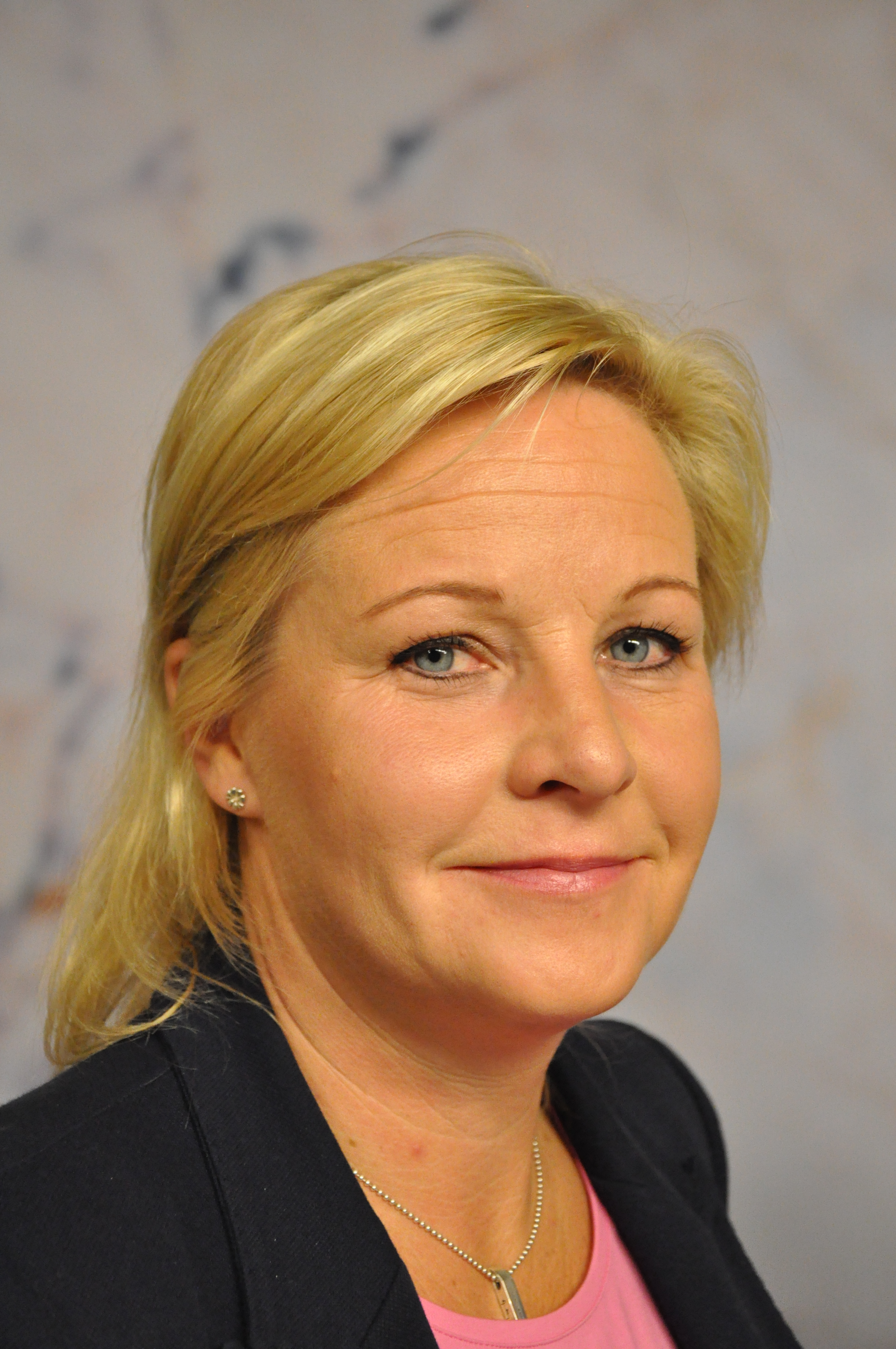
Hillevi Engström

Hillevi est un nom propre féminin d'origine scandinave, une version du nom germanique Heilwig.
Le nom Hillevi a été porté notamment par :
- Hillevi Engström, femme de politique suédoise, membre des Modérés et ministre dans le gouvernement centre-droit de Fredrik Reinfeldt
- Hillevi Larsson, femme de politique suédoise, membre des sociaux-démocrates
- Hillevi Martinpelto, chanteuse d'opéra suédoise
- Hillevi Rombin, mannequin et actrice suédoise
- Hillevi Svedberg, architecte suédoise